# Rada Powiatu Świdnickiego
Rada Powiatu Świdnickiego – organ stanowiący i kontrolny samorządu powiatu świdnickiego z siedzibą w Świdnicy. Istnieje od 1998 r. i w jego skład wchodzą radni wybierani w powiecie świdnickim, w wyborach bezpośrednich na kadencje trwające 4 lata. Obecna III Kadencja rady trwa od 2006 do 2010 roku. Przewodniczącym Rady Powiatu Świdnickiego jest Tadeusz Zawadzki. Starostą powiatu świdnickiego jest Zygmunt Worsa.

## Wybory do rady
Radni do Rady Powiatu Świdnickiego są wybierani w wyborach co 4 lata w czterech okręgach wyborczych, które nie mają swoich oficjalnych nazw. Zasady i tryb przeprowadzenia wyborów określa odrębna ustawa. Skrócenie kadencji rady może nastąpić w drodze referendum powiatowego.
| Okręg | Gminy                                                  | Liczba radnych | Liczba wyborców w 2006 |
| ----- | ------------------------------------------------------ | -------------- | ---------------------- |
| 1.    | miasto Świdnica (zachodnia część)                      | 6              | 27 482                 |
| 2.    | miasto Świdnica (wschodnia część)                      | 5              | 22 592                 |
| 3.    | gmina Jaworzyna Śląska, gmina Marcinowice, gmina Żarów | 5              | 23 365                 |
| 4.    | gmina Strzegom                                         | 5              | 22 236                 |
| 5.    | gmina Świdnica                                         | 3              | 12 349                 |
| 6.    | Świebodzice, gmina Dobromierz                          | 5              | 23 545                 |
| #     | Razem (Σ)                                              | 29             | 131 569                |

## Organizacja Rady Powiatu
Radę Powiatu Świdnickiego tworzy 29 radnych, wybierających spośród siebie przewodniczącego i 2 wiceprzewodniczących. Radni pracują w tematycznych komisjach stałych i doraźnych. Komisje Stałe:
Komisja Budżetu i Finansów
Komisja Oświaty i Wychowania
Komisja Spraw Społecznych, Rodziny i Przeciwdziałania Bezrobociu
Komisja Ochrony Zdrowia
Komisja Rewizyjna
Komisja Kultury, Sportu i Promocji

## Historia Rady Powiatu

### I kadencja (1998–2002)
Prezydium
- Przewodniczący:
- Wiceprzewodniczący:

Kluby radnych:
- Akcja Wyborcza Solidarność – 23 radnych:
  - Ryszard Wawryniewicz, Tadeusz Kozak, Mieczysław Winiarz, Stefan Boczyło, Michał Kulig, Bolesław Olejarczyk, Wiktor Karol, Zbigniew Kubiaczyk, Wiesław Świąder, Daria Kurek, Janusz Zieliński, Tadeusz Szozda, Bogdan Kożuchowicz, Krzysztof Sołtys, Mirosław Słowik, Maciej Plencler, Lilia Gruntkowska, Mirosław Zaleński, Józef Suszycki, Lechosław Chruścielewski, Józef Kuźma, Jerzy Soboń, Janusz Przytuła.
- Sojusz Lewicy Demokratycznej – 23 radnych:
  - Jerzy Andrzej Jabłoński, Józef Grabek, Mieczysław Jan Masłowski, Kazimierz Bełz, Stanisław Muzyka, Krystyna Werner, Ryszard Andrzej Juszczyk, Waldemar Budzyński, Ryszard Kuc, Krzysztof Świokło, Bronisław Bienkiewicz, Edyta Sobała, Stanisław Kucharski, Janusz Jarocki, Tadeusz Gruszka, Wojciech Fiedorowicz, Kazimierz Zdzisław Skarbek, Zbigniew Owczarski, Eugeniusz Kowalski, Zbigniew Suchyta, Krzysztof Abram, Wacław Kwiatkowski, Jan Szkut.
- Unia Wolności – 6 radnych:
  - Tadeusz Niedzielski, Zdzisław Grześkowiak, Jacek Wajs, Anna Zalewska, Lubomir Trojanowski, Zygmunt Worsa.
- Przymierze Społeczne – 3 radnych:
  - Stanisław Wachowiak, Anna Bogusławska, Ludwik Miętki.

### II kadencja (2002–2006)
Prezydium
- Przewodniczący:
- Wiceprzewodniczący:

Kluby radnych
- Sojusz Lewicy Demokratycznej-Unia Pracy – 9 radnych:
  - Józef Grabek, Henryk Rataj, Ryszard Kuc, Stanisław Muzyka, Zbigniew Owczarski, Wacław Kwiatkowski, Ludwik Miętki, Władysław Leja, Dymitr Błaszczak,
- Świdnicka Wspólnota Samorządowa – 9 radnych:
  - Ryszard Wawryniewicz, Tadeusz Zawadzki, Jacek Wajs, Zygmunt Worsa, Władysław Gołębiowski, Sabina Irena Cebula, Teresa Mazurek, Bogdan Kożuchowicz, Daria Kurek,
- Samoobrona RP – 3 radnych:
  - Bolesław Olejarczyk, Stanisław Buchowski, Henryk Kołodziej,
- Obywatelski Konwent Samorządowy – 3 radnych:
  - Krzysztof Wierzęć, Krzysztof Sołtys, Lechosław Chruścielewski,
- Liga Polskich Rodzin – 2 radnych:
  - Grażyna Sławińska-Gąska, Henryk Niedźwiedzki,
- Polskie Stronnictwo Ludowe -2 radnych:
  - Stanisław Wachowiak, Edward Szwarcbach,
- Niezrzeszeni – 1 radny
  - Anna Zalewska.

### III kadencja (2006–2010)
Prezydium
- Przewodniczący: Tadeusz Zawadzki
- Wiceprzewodniczący: Ryszard Zyska
- Wiceprzewodniczący: Władysław Gołębiowski

Kluby radnych
- Platforma Obywatelska – 9 mandatów:
  - Alicja Synowska, Tadeusz Niedzielski, Roman Ryszard Etel, Ryszard Chołko, Robert Jagła, Krzysztof Sołtys, Beata Nejman, Szczepan Kownacki, Tomasz Kurzawa,
- Świdnicka Wspólnota Samorządowa – 9 mandatów:
  - Jacek Wajs, Emilia Podgórska, Eugeniusz Grzesik, Zygmunt Worsa, Władysław Gołębiowski, Sabina Cebula, Bronisław Forski, Ryszard Gawron, Daria Kurek,
- Prawo i Sprawiedliwość – 8 radnych:
  - Zbigniew Zduńczyk, Elżbieta Gaszyńska, Grzegorz Grzegorzewicz, Józef Kuźma, Paweł Durlik, Bolesław Olejarczyk, Anna Zalewska, Jan Horodecki,
- Lewica i Demokraci – 3 radnych:
  - Henryk Rataj, Ryszard Kuc, Wojciech Latuszek

### IV kadencja (od 2010 r.)
Prezydium
- Przewodniczący: Krzysztof Sołtys
- Wiceprzewodniczący: Janusz Zieliński
- Wiceprzewodniczący: Marek Zywer

Kluby radnych
- Świdnicka Wspólnota Samorządowa – 12 radnych:
  - Roman Etel, Edmund Frączak, Tadeusz Zawadzki, Zygmunt Worsa, Grzegorz Grzegorzewicz, Sabina Cebula, Kazimierz Chajduga, Ryszard Gawron, Szczepan Kownacki, Kazimierz Goździejewski, Janusz Zieliński, Daria Kurek,
- Platforma Obywatelska – 7 radnych:
  - Alicja Synowska, Bolesław Marciniszyn, Stanisław Jarzyna, Ryszard Chołko, Krzysztof Sołtys, Henryk Rosiek, Piotr Fedorowicz,
- Prawo i Sprawiedliwość – 4 radnych:
  - Zbigniew Zduńczyk, Barbara Burak, Józef Kuźma, Piotr Zalewski,
- Sojusz Lewicy Demokratycznej – 3 radnych:
  - Henryk Rataj, Ryszard Kuc, Wojciech Latuszek,
- Razem dla Powiatu – 2 radnych:
  - Marek Zywer, Robert Wójtowicz,
- Polskie Stronnictwo Ludowe – 1 radny:
  - Stanisław Wachowiak.